# Підуст іспанський
Підуст іспанський (Pseudochondrostoma polylepis) — вид прісноводних риб родини ялецевих.

## Опис
Риба завдовжки до 30 см.

## Поширення
Вид поширений в Португалії та Іспанії. Трапляється в басейні річок Вога, Мондегу, Алкоа, Тежу та Саду. Інтродукований в басейнах річок Хукар, Сепіма та Сегура в Іспанії.

## Спосіб життя
Мешкає у річках на ділянках з сильною течією. Інколи трапляється в озерах з протічною водою. Живе у невеликих зграйках. Харчується водоростями, дрібними безхребетними та детритом. Нерест відбувається навесні на мілководді, на гравії, а іноді на дерев'яних спорудах у річці.

## Охорона
На більшій частині ареалу стан природних популяцій виду залишається більш-менш стабільним. Але в окремих регіонах спостерігається тенденція до зниження чисельності популяції виду. Тому підуст іспанський занесений до Директиви Європейського Союзу 92/43/ЄС «Про збереження природних оселищ та видів природної фауни і флори» (Додаток II. Види рослин і тварин, що становлять особливий інтерес для Європейського Союзу, збереження яких потребує створення територій особливої охорони).